# Sergej Mandreko
Sergej Vladimirovič Mandreko (in russo Сергей Владимирович Мандреко?; Qurǧonteppa, 1º agosto 1971 – 8 marzo 2022) è stato un calciatore tagiko naturalizzato russo, di ruolo centrocampista.

## Biografia
Possedeva il passaporto austriaco. Nel 2016 gli venne diagnosticata la SLA, malattia che l'avrebbe portato alla morte sei anni dopo.

## Carriera

### Club
Durante la sua carriera ha giocato con numerose squadre di club, tra cui principalmente con il Rapid Vienna.

### Nazionale
Durante la sua carriera ha giocato con ben 3 nazionali diverse: CSI, Tagikistan e Russia.

## Palmarès

### Club

#### Competizioni nazionali
- Campionato austriaco: 1

Rapid Vienna: 1995-1996
- Coppa d'Austria: 1

Rapid Vienna: 1994-1995